# جون وود (لاعب كريكت أسترالي)
جون وود (11 أبريل 1865 في أستراليا - 14 فبراير 1928) (بالإنجليزية: John Wood)‏ هو لاعب كريكت أسترالي.

## وصلات خارجية
- جون وود (لاعب كريكت أسترالي) على موقع إي آس بي آن كريك إنفو (الإنجليزية)